# Râul Valea Largă, Pecineaga
Râul Valea Largă este un curs de apă, afluent al râului Pecineaga. 

## Hărți
- Harta Județului Buzău